# Pescara Challenger 1989
Il Pescara Challenger 1989 è stato un torneo di tennis facente parte della categoria ATP Challenger Series nell'ambito dell'ATP Challenger Series 1989. Il torneo si è giocato a Pescara in Italia dal 7 al 13 agosto 1989 su campi in terra rossa.

## Vincitori

### Singolare
Massimo Cierro ha battuto in finale  Magnus Larsson con il punteggio di 6–3, 6–3

### Doppio
Fredrik Nilsson /  David Engel hanno battuto in finale  Nicklas Kulti /  Magnus Larsson con il punteggio di 6–2, 4–6, 7–6